# Mare de Déu de Montserbós
La Mare de Déu de Montserbós, altrament dita Santuari de les Capelles és un santuari d'origen romànic situat a 986 m d'altitud, prop del Tossal Gros, a ponent de Montllobar i, per tant, a prop del Pont de Montanyana. És dalt d'un turó que domina la carretera C-1311, que li fa pràcticament tota la volta.
Pertany a l'antic terme de Fígols de Tremp, integrat actualment en el de Tremp, de la comarca del Pallars Jussà. Anteriorment, havia pertangut a l'ajuntament de Castissent.
A prop seu hi ha una altra ermita romànica, també dedicada a la Mare de Déu, coneguda com a ermita de les Capelles.
Pascual Madoz en parla breument en el seu Diccionario biográfico..., del 1845. Esmenta la població que es diu que hi havia hagut al cim d'aquest lloc, les restes de la qual es conservaven, i que ell dona per segur que són el precedent històric del poble de Castissent.